# Autostrada A30 (Portugalia)
Autostrada A30 (port. Autoestrada A30, Autoestrada do Estuário do Tejo) – autostrada w północnej Portugalii, przebiegająca przez dystrykt Lizbona.
Autostrada znajduje się w aglomeracji Lizbony i biegnie z Sacavém do Santa Iria da Azóia.

## Historia
| Trasa                              | Rok inauguracji | Długość |
| ---------------------------------- | --------------- | ------- |
| Moscavide – Santa Iria de Azóia () | 1998            | 9,5 km  |